# Columbus (Ohio)
 For alternative betydninger, se Columbus. (Se også artikler, som begynder med Columbus)
Columbus er hovedstad i den amerikanske delstat Ohio. Byen har 905.748(2020) indbyggere og er dermed Ohios største. Byen er administrativt centrum i det amerikanske county Franklin County.